# DOTA: Кров дракона
«DOTA: Кров дракона», а також «Оборона древніх: Кров дракона» (англ. DOTA: Dragon's Blood) — американський анімаційний серіал в жанрі фентезі, події якого відбуваються в світі відеогри Dota 2. Створенням займається корейська анімаційна студія «Studio Mir», яка відома за мультсеріалом «Легенда про Корру». Вихід першого сезону цілком відбувся 25 березня 2021 року. У грудні 2021 року серіал продовжили на другий сезон, прем'єра якого відбулася 18 січня 2022 року. Вихід третього сезону відбувся 11 серпня 2022 року.
У центрі сюжету — прославлений лицар Девіон, мисливець на драконів, від яких потерпають люди. Після зустрічі з могутнім древнім драконом Слайраком і з принцесою у вигнанні Міраною, у якої є своя таємна місія, Девіон виявляється втягнутий в події масштабніші, ніж він міг собі уявити.

## Сюжет

### Перший сезон
Мисливець на драконів, лицар Девіон, прибуває в село, яке потерпає від дракона. Разом з іншими мисливцями він знаходить дракона і вбиває його, але виявляє, що дитинчата чудовиська ніби повбивали одні одних. Також він виявляє величезного заснулого дракона Слайрака, якого боїться потривожити. Повернувшись із перемогою, він знайомиться в шинку з ельфійською принцесою-вигнаницею Міраною та її служницею Марсі. Командувач військ Фрюлінг звинувачує Девіона в боягузтві, бо той не вбив заснулого дракона. Фрюліг замислює вбити Слайрака, але вагається. Тоді з ним контактує демон Террорблейд і пропонує вселитися у Фрюліга в обмін на силу. Той погоджується і вирушає на бій. Потім демон переселяється в убитого раніше дракона, атакує Слайрака, але в поєдинок втручається Девіон. Лицареві вдається знищити тіло Террорблейда. Поранений старий Слайрак просить дати йому гідну смерть від меча. Девіон убиває дракона, а той віддячує, змішавши його кров зі своєю. Лицар отямлюється в лісі без одягу, закривавлений, та мало що пам'ятаючи.
Мірана з Марсі знаходять Девіона і той погоджується супроводити їх до найближчого міста. Мірана шукає викрадені чарівні лотоси, які можуть привести на батьківщину. Девіон виявляє в своєму роті перстень, який намагається продати, але коштовність впізнають місцеві розбійники. Стається бійка, під час якої Девіон перетворюється на могутнє чудовисько (вже вдруге, але першого разу він не пам'ятає). Побачивши своє відображення, лицар отямлюється і знову стає людиною.
Тим часом ельфа Фімрін, яка викрала лотоси, розшукує ельфа-мага Інвокера, вірячи, що той допоможе повернути богиню місяця Міне. Інвокер відмовляє, але коли на Фімрін нападає героїня Луна, він рятує її, забравши в свою вежу. Інвокер спілкується з Селеміне та заявляє їй, що поверне ельфам лотоси, аби помститися богині за смерть дочки. Девіон, Мірана та Марсі в той час перетинають засніжений перевал, де стикаються з солдатами, зазомбованими магічним каменем. Потім вони зустрічають мисливця на драконів Кейдена, який зв'язує Девіона та вимагає аби Слайрак, який переселився в лицаря, показав себе. Кейден хоче помститися Слайраку за вбивство свого загону, але Девіон перетворюється на дракона та забирає Мірану з Марсі.
Луна збирає ельфів і силоміць примушує інших ельфів присягнути на вірність Селеміне. Девіон у маренні отямлюється серед душ семи древніх драконів, які ще не переродилися. Вони розпитують його про Террорблейда та вирішують вбити, але зрештою виносять вирок відпустити. Разом з Міраною Девіон прямує до вежі Інвокера. Маг пояснює, що світ підтримується душами древніх драконів, а Террорблейд хоче заволодіти цими душами аби панувати над світом. Інвокер повідомляє — присутність душі Слайрака в тілі з часом уб'є Девіона, але такою силою варто скористатися. Він дає лицареві амулет, що запобігає мимовільному перетворенню на дракона, та обладунки. Мірана розуміє, що Інвокер — це легендарний маг, який прагне кінця світу, але погоджується поки що співпрацювати з ним аби зупинити Луну. Маг віддає їй лотоси, але кладе їх в зачакловану скриньку, що відкриється тільки коли ельфійські ліси будуть звільнені.
Під час подорожі до захопленого армією Луни міста, Мірана ревнує, що Девіон звертає більше уваги на Фімрін, тоді Фімрін тікає разом з лотосами. Їй загрожують дракони, Девіон прибуває на допомогу і герої продовжують подорож.
Мірана зустрічається з Луною для перемовин. Луна погоджується відступити, скринька розкривається та позбавляє Селеміне сили. Ельфи-повстанці попри заклики Мірани починають різанину прибічників Селеміне. Тоді Террорблейд вселяється в жрицю і мало не вбиває богиню. Це виявляється замовленням Інвокера — він збере демону сім душ древніх драконів в обмін на смерть Селеміне. Фімрін ранить Луну, а Девіон перетворюється на дракона, щоб врятувати Мірану від ельфів-повстанців. Коли він рятує її, Девіона схоплюють мисливці на драконів, очолювані Кейденом.

### Другий сезон
Лідер мисливців на драконів, званий Отцем, задумує скористатися кров'ю Девіона, щоб зробити зі своїх підлеглих непереможних воїнів. Девіон терпить болісні операції, вірячи, що позбудеться Слайрака. Отець випиває його кров, але не отримує бажаної сили. В цей час фортецю мисливців атакує зграя драконів. Сквайр Брем убиває одного дракона та отримує статус лицаря від Кейдена, котрий невдовзі гине. Девіона з його друзями рятує одна з древніх драконів, Зимова віверна Аврот, і доставляє в своє лігво. Слайрак розповідає Девіону, що за нападом стоїть Террорблейд і єдиний спосіб перемогти його — це відправити Слайрака на бій з демоном. Але для цього потрібно спершу відділити дракона від людини артефактом під назвою Око. На шляху його пошуків Аврот налаштовує близькі стосунки з Бремом.
Мірана та Луна намагаються примирити свій народ. Вони змушені прийняти допомогу від Імперії Сонця, звідки Мірану колись було вигнано. Тепер імператор Шабара обіцяє дати Мірані армію в обмін на шлюб з нею і та погоджується. Військові плани Мірани обурюють місцевих аристократів. Учасниця військової ради Ліна наймає вбивцю Вінарі, котра стріляє в Мірану зачарованою стрілою. Це кристалізує її тіло, вводячи у стан між життям і смертю. Луна в той час опиняється у в'язниці, звідки їй вдається втекти разом зі звіроподібним Ніко.
Девіон приходить в Імперію Сонця просити в імператора Око, але той відмовляє. Тоді Девіон мимоволі перетворюється на дракона та вбиває імператора. Придворні не здогадуються що сталося, вони вважають, що імператора вбив демон, а Девіон намагався йому завадити. Коли Мірана потрапляє під сонячне проміння, вона зцілюється, чим доводить право на трон. Ліна оскаржує її кандидатуру, закликаючи не допустити війни за чужий народ ельфів. Аристократи підтримують Ліну, визнаючи новою правителькою. Звільнена Луна розповідає Мірані, що її вбивство замовила Ліна. Тож Мірана очолює ельфів, щоб помститися. Брем, Аврот і Ніко слідують за нею.
Інвокер у той час відмовляється дати Террорблейду душі древніх драконів, посилаючись на те, що обіцяв лише зібрати їх. Пізніше Інвокер каже Фімрін, що вона — втілення любові ельфів до його дочки Міне, та доручає їй забрати в Селеміне іскру божественної сили аби самій стати богинею. Тоді Селеміне наказує Луні не допустити цього, та Луна відмовляється служити їй, адже тиранія богині і призвела до занепаду ельфів.
Коли Девіон знаходить Око, він відчуває, що артефакт несправжній. Ліна не довіряє йому, тож Девіон приєднується до Мірани. Вдвох вони шукають справжнє Око та здогадуються, що воно в радника Кашшура. Ліна намагається вбити радника, та він виявляється драконом Бісраком і вбиває нападницю. Згодом він пояснює Мірані й Девіону, що Око справжнє, але не дає якої-небудь сили, а підтверджує право користуватися силою Сонця, яку має Мірана. Бісрак хоче злитися зі світлом, від якого тисячі років тому був відлучений іншими драконами. Аврот, захищаючи Мірану, гине. Девіон просить Слайрака цілком взяти контроль над його тілом аби протистояти Бісраку, хоча після цього напевне не зможе повернутися в людську форму.
Слайрак відроджується як повноційнний дракон і виходить на бій супроти Бісрака та війська, що стало на його бік. Кейден, який насправді вцілів, приєднується до битви поряд з військом Луни. Бісрак провокує Мірану вивільнити її силу світла, для чого вбиває Марсі. Вона стає богинею Сонця, а Бісрак розчиняється в її сяйві. Мірану визнають законною імператрицею, новопридбаною силою вона відділяє Девіона від Слайрака. Дракон прощається зі словами, що вирушить боротися проти Террорблейда. Фімрін за якийсь час зустрічається з Селеміне.

### Третій сезон
Слайрак вирушає до Фаулфелла, в'язниці в іншому вимірі, щоб протистояти Терорблейду та його армії, а також душам драконів Улдорака та Ліррака, але Слайрак забирає і його душу. Очільниця ельфійського опору Драйсі дозволяє Терорблейду вселитися в її тіло. Луна зі своїм військом і Ніко повертається до Мірани, щоб приєднатися до її преторіанської гвардії. До них долучаються Девіон і Брем, які виявили, що дракони прямують до Інвокера відібрати решту його душ. Хоча Інвокер відбиває атаку драконів Терорблейда та вбиває Драйсі, він не може далі битися сам, а тому передає душі драконів, які в нього лишилися, Девіону. Фімрін, отримавши відмову Селеміне змінитися на краще, відбирає її божественну іскру.
Кейден доручає Брему стати новим Отцем, а потім з Інвокером, Міраною, Девіоном і Луною вирушає до Фаулфелла завадити Террорблейду. Там Інвокер розігрує план, в ході якого прикликає Фімрін, наділену тепер силою богині Місяця. Девіон жертвує собою, щоб завдати Террорблейду вирішального удару. Поки Мірана та її союзники оплакують смерть Девіона, Інвокер збирає усі душі драконів і створює за допомогою стародавнього механізму, Стовпів творіння, новий світ, де жива його дочка Філомена.
Мірана опиняється правителькою Імперії Сонця, де Марсі, Ліна, імператор Зал, Шабарра та інші досі живі. Та в цей час падає червоний метеорит, під впливом якого живі істоти перетворюються на лютих чудовиськ. Імператор Зал, який страждає на деменцію через втрату дружини, доручає Мірані знайти метеорит і віднести його до Оракула. Від Оракула Мірана дізнається, що Інвокер використав Стовпи творіння для об'єднання всіх реальностей в одну. Вона пригадує своє життя в іншій реальності та вирішує повернути старий світ, для чого розшукує Девіона. Після смерті імператора Зала Мірана стає новою богинею Сонця. Вона припиняє війну, розв'язану її придворними та закликає об'єднатися заради захисту від впливу метеоритів.
Кейден бажає вбити тутешнього Слайрака, який ще не прокинувся, але Мірана не дозволяє цьому статися. Кейден встигає смертельно поранити Слайрака та гине сам. Дракон перед смертю каже, що повернути старий світ неможливо. Девіон гине під натиском чудовиськ, але в ньому пробуджується душа, схована Слайраком, що перетворює героя на істоту Гіброна. Девіон завдяки цьому перемагає та отримує знання дракона про загрозу Божевільного Місяця. Девіон і Брем вирушають на пошуки Мірани.
Доросла Філомена намагається розгадати таємницю метеорита, проте Інвокер всіляко перешкоджає їй. Вона вдається до магії та бачить розмову батька з істотою Стражем Ковчега. Страж намагається вбити Інвокера, проте Філомена витягує його з бою. Міне повертає Філомені спогади про колишній світ. Метеорити продовжують падати і Філомена розкриває, що це уламки Божевільного Місяця, від яких старий світ захищав другий Місяць, відсутній у створеній Інвокером реальності. Батько зізнається їй, що це його 12403 спроба створити кращий світ, і що плата за життя Філомени — це загибель світу, від якого вціліє лише вежа Інвокера. Тоді Філомена планує використати Стовпи творіння й душі драконів, аби відновити Місяць. Але Інвокер викрадає чарівний лотос, за допомогою якого перемагає Стража Ковчега. Без Стража Божевільний Місяць вибухає, Ліна жертвує собою, щоб спинити уламки.
Філомена викликає Стовпи творіння, Інвокер намагається їй завадити, але втручається Девіон у подобі Гіброна. Філомена показує батькові, що має ту саму хворобу, від якої померла в старому світі. Потім вона радить Мірані використати Око для відновлення колишнього світу. Їй вдається викликати Стовпи творіння, що підживлюються душами драконів та Оком і повертають історію в звичайне русло. Потім Мірана та її союзники залишають Інвокера у Фаулфеллі та повертаються на Землю. Девін у цьому світі загинув у бою з Террорблейдом, тож Фімрін та Мірана погоджуються працювати разом, щоб відновити світ. У цьому ж світі виявляється доросла Філомена, котра відновила вежу Інвокера, а сліди її хвороби зникають.

## Головні персонажі
| Актор              | Роль            | Опис |
| ------------------ | --------------- | --- |
| Юрій Ловенталь     | Девіон          | лицар, який ненавидить драконів за те, що один з них убив його родину. Ввібравши душу древнього дракона, Девіон супроводжує принцесу Мірану в її подорожі, та протистоїть планам Луни й Террорблейда. Здатен перетворюватися на ящера чи повноцінного дракона. |
| Лара Пулвер        | принцеса Мірана | принцеса лісів Нічого срібла у вигнанні, подорожує зі своєю служницею Марсі в пошуках викрадених лотосів своєї богині-покровительки Селеміне. Має їздового білого тигра Сагана.                                                                                |
| Тоні Тодд          | Слайрак         | один з восьми древніх драконів (елдвірмів), душі яких підтримують світ. Слайрак — гордий і могутній дракон, який використовує тіло Девіона як носій своєї душі, щоб протистояти Террорблейду.                                                                  |
| Трой Бейкер        | Інвокер         | могутній ельфійський маг, який був у стосунках з Селеміне та прагне їй помститися за смерть їхньої дочки Філомени. |
| Карі Валгрен       | Луна            | колишня розбійниця, очільниця армії богині Селеміне. Луна прагне навернути ельфів у поклоніння Селеміне, для чого вдається до жорстоких розправ. |
| Алікс Вілтон Ріган | Селеміне        | богиня місяця, що вимагає від ельфів поклонятися їй і оголошує війну незгідним після крадіжки лотосів, у яких полягає її слабкість. |
| Фрея Тінглі        | Фімрін          | молода ельфійська дівчина, яка викрала лотоси, щоб завадити здійсненню пророцтва про богиню місяця. |
| Стефані Якобсен    | Драйсі          | очільник ельфійського опору проти Луни. |
| Ансон Маунт        | Кейден          | мисливець на драконів, який розшукує Слайрака, щоб помститися за своїх товаришів, і вбив кожен тип драконів. |
| Дж. Б. Блан        | Террорблейд     | демон, який має на меті вбити драконів і отримати владу над світом, щоб перебудувати його на свій розсуд. Здатен вселятися в трупи або тих, хто укладе з ним угоду.                                                                                            |

## Епізоди
| Сезон | Епізоди | Епізоди | Оригінальний показ | Оригінальний показ |
| Сезон | Епізоди | Епізоди | Останній показ     | Перший показ       |
| ----- | ------- | ------- | ------------------ | ------------------ |
| 1     | 8       | 8       | 25 березня 2021    | 25 березня 2021    |
| 2     | 8       | 8       | 18 січня 2022      | 18 січня 2022      |
| 3     | 8       | 8       | 11 серпня 2022     | 11 серпня 2022     |

### Сезон 1
Назви епізодів подані за офіційними українськими субтитрами від Netflix
| № | Назва                                                                 | Режисування | Сценарій                   |
| - | --------------------------------------------------------------------- | ----------- | -------------------------- |
| 1 | «Що сказав грім» / What the Thunder Said                              | Парк Со-юн  | Ешлі Едвард Міллер         |
| 2 | «Колишня принцеса» / Princess of Nothing                              | Кім Еві-йон | Стівен Мелчінг             |
| 3 | «Небудь-де» / Neverwhere Land                                         | Парк Со-юн  | Ешлі Галлоран              |
| 4 | «Чудовисько в кінці цієї книги» / The Monster at the End of This Book | Кім Еві-йон | Мітч Іверсон               |
| 5 | «Вогняна проповідь» / The Fire Sermon                                 | Парк Со-юн  | Стівен Мелчінг             |
| 6 | «Лицар, смерть і диявол» / The Knight, Death and the Devil            | Кім Еві-йон | Ешлі Галлоран Мітч Іверсон |
| 7 | «Кажи» / Speak the Words                                              | Парк Со-юн  | Емі Чу                     |
| 8 | «Гра в шахи» / A Game of Chess                                        | Кім Еві-йон | Ешлі Едвард Міллер         |

### Сезон 2
| № | Назва                                                   | Режисування  | Сценарій                    |
| - | ------------------------------------------------------- | ------------ | --------------------------- |
| 1 | «Ніщо з нічим» / Nothing with Nothing                   | Парк Со-юн   | Ешлі Едвард Міллер          |
| 2 | «Мій меч, моє життя» / My Sword, My Life                | Хан Чхон-іль | Стівен Мелчінг              |
| 3 | «Повелителька обставин» / The Lady of Situations        | Хан Сун-ву   | Ешлі Галлоран               |
| 4 | «Безмежне й безлюдне море» / Desolate and Empty the Sea | Парк Со-юн   | Мітч Іверсон                |
| 5 | «Похорони мерця» / The Burial of the Dead               | Хан Сун-ву   | Ешлі Галлоран, Мітч Іверсон |
| 6 | «Гіацинтова наречена» / The Hyacinth Girl               | Парк Со-юн   | Емі Чу                      |
| 7 | «Пурпурна година» / The Violet Hour                     | Хан Сун-ву   | Стівен Мелчінг              |
| 8 | «Примарне місто» / Unreal City                          | Парк Со-юн   | Ешлі Едвард Міллер          |

### Сезон 3
| № | Назва                                                                      | Режисування                  | Сценарій                    |
| - | -------------------------------------------------------------------------- | ---------------------------- | --------------------------- |
| 1 | «Вітер у дверній щілині» / The Wind Under the Door                         | Хан Сун-ву, Міо дель Розаріо | Ешлі Едвард Міллер          |
| 2 | «Пекельна безодня» / Hell of Hells                                         | Хан Сун-ву, Кім Сун-мін      | Стівен Мелчінг              |
| 3 | «Це чуже життя» / This Stranger’s Life                                     | Хан Сун-ву, Міо дель Розаріо | Мітч Іверсон                |
| 4 | «Повішений» / The Hanged Man                                               | Парк Со-юн, Кім Сун-мін      | Ешлі Галлоран               |
| 5 | «Поклик ідеалу» / Summons of the Ideal                                     | Хан Сун-ву, Кім Сун-мін      | К'яра Фаріна, Зак Рагатц    |
| 6 | «Дванадцять тисяч чотириста три» / Twelve Thousand, Four Hundred and Three | Парк Со-юн, Кім Сун-мін      | Ешлі Галлоран, Мітч Іверсон |
| 7 | «Лунатропізм» / Lunartropism                                               | Хан Сун-ву, Кім Сун-мін      | Стівен Мелчінг              |
| 8 | «Згадай про Флеба» / Consider Phlebas                                      | Парк Со-юн, Кім Сун-мін      | Ешлі Едвард Міллер          |

## Оцінки й відгуки
На агрегаторі Rotten Tomatoes серіал зібрав 75 % позитивних рецензій критиків з середньою оцінкою 7,6/10.
Ендрю Вебстер із «The Verge» писав, що серіалу, принаймні його першому сезону, бракує оригінальності та глибини сюжету: «По суті, серіал — це насолода для очей, яка швидко переходить від одного важкого наслідку до наступного. Він виглядає неймовірно, але оскільки це лише вісім епізодів, то швидкий темп означає, що у нього ніколи не буде часу для завершення розвитку своїх героїв або світу. Що ще гірше, „Кров дракона“ ніколи не робить нічого, щоб виділити „DOTA“ з-поміж багатьох інших фантастичних історій».
Згідно з Амандою Даєр з «Common Sense Media», «Послідовні битви між людьми та драконами — найбільша принада цього фантастичного серіалу. „DOTA: Кров дракона“ — це добре анімований бойовик, який використовує захопливі бої на мечах та карколомну магію, щоб привернути увагу глядачів. У серіалу багато складних персонажів із суперечливим шляхетським минулим. Сюжет цікавий, але юним глядачам деякі поняття може бути важко зрозуміти. Зрештою, приховані сексуальні сцени, нерідкісна лайка та часте насильство роблять серіал „DOTA: Кров дракона“ краще підхожим для підлітків старшого віку».